# Vương Kiến Vũ
Vương Kiến Vũ (sinh tháng 8 năm 1958) là sĩ quan quân đội người Trung Quốc. Ông hiện giữ chức Chính ủy Chiến khu Nam bộ, một trong năm chiến khu của PLA. Ông là Ủy viên Ban Chấp hành Trung ương Đảng Cộng sản Trung Quốc khóa XIX.

## Tiểu sử
Vương Kiến Vũ sinh tháng 8 năm 1958 tại huyện Lạc Ninh, tỉnh Hà Nam. Vương Kiến Vũ phục vụ lâu dài ở Quân khu Tế Nam. Ông từng giữ chức Chủ nhiệm Chính trị Tập đoàn quân 54 Lục quân, Quân khu Tế Nam. Tháng 7 năm 2010, ông được phong quân hàm Thiếu tướng.
Tháng 1 năm 2013, Vương Kiến Vũ được bổ nhiệm làm Chính ủy Ban Liên cần (tiền thân là Hậu cần) Quân khu Tế Nam, kế nhiệm Trương Kiến Thiết. Tháng 8 năm 2016, ông được bổ nhiệm giữ chức vụ Chính ủy Quân khu Tây Tạng. Ngày 31 tháng 7 năm 2017, ông được thăng quân hàm Trung tướng. Ngày 24 tháng 10 năm 2017, tại phiên bế mạc của Đại hội Đảng Cộng sản Trung Quốc lần thứ XIX, Vương Kiến Vũ được bầu làm Ủy viên Ban Chấp hành Trung ương Đảng Cộng sản Trung Quốc khóa XIX.
Tháng 5 năm 2018, ông là Phó Chủ nhiệm Bộ Công tác Chính trị Quân ủy Trung ương và Phó Tổ trưởng Tiểu tổ lãnh đạo phát triển xóa đói giảm nghèo của Quốc vụ viện và giữ các chức vụ đó đến tháng 1 năm 2019. Ngày 17 tháng 1 năm 2019, Vương Kiến Vũ được bổ nhiệm làm Chính ủy Chiến khu Nam bộ, kế nhiệm Ngụy Lượng.
Ngày 12 tháng 12 năm 2019, ông được thăng quân hàm Thượng tướng.